# Fra Bagdad
Fra Bagdad er en dansk stumfilm fra 1907 produceret af Nordisk Films Kompagni og instrueret af Viggo Larsen, der også medvirker i filmen. 

## Handling
Denne artikel mangler et handlingsreferat. Hjælp os med at skrive det.